# دان ديهان
دان ديهان (بالإنجليزية: Dane DeHaan)‏ مواليد 6 فبراير 1986 في بنسيلفانيا، الولايات المتحدة، هو ممثل أمريكي بدأ مسيرته الفنية عام 2008.

## المسيرة الفنية
بدأ حياته المهنية عام 2008 على المسرح في مسرحية (بوفالو الامركيه)، أول افلامه كان فلم اميجو عام 2011 وأول مسلسلاته التي شارك فيها كان مسلسل (القانون والنظام:وحدة الضحايا الخاصة), كما شارك في بطولة الموسم الثالث من مسلسل (المعالج) والرابع من مسلسل (الدم الحقيقي).

## الأعمال

### أفلام
- وقائع
- لينكون
- اقتل أعزائك
- الرجل العنكبوت المذهل 2
- الحياة بعد بيث
- ميتاليكا عبر الابد
- المكان خلف اشجار الصنوبر
- جاك وديان
- الخارجون عن القانون (2012)

## وصلات خارجية
- دان ديهان على موقع IMDb (الإنجليزية)
- دان ديهان على موقع روتن توميتوز (الإنجليزية)
- دان ديهان على موقع مونزينجر (الألمانية)
- دان ديهان على موقع ألو سيني (الفرنسية)
- دان ديهان على موقع تيرنر كلاسيك موفيز (الإنجليزية)
- دان ديهان على موقع أول موفي (الإنجليزية)
- دان ديهان على موقع بوكس أوفيس موجو (الإنجليزية)
- دان ديهان على موقع قاعدة بيانات برودواي على الإنترنت (الإنجليزية)
- دان ديهان على موقع قاعدة بيانات الأفلام السويدية (السويدية)
- دان ديهان على موقع ديسكوغز (الإنجليزية)